# 马萨罗萨
马萨罗萨（義大利語：Massarosa），是意大利卢卡省的一个市镇。总面积68.59平方公里，人口22933人，人口密度334.3人/平方公里（2009年）。ISTAT代码为046018。